# Charles Veldhoven
Charles Veldhoven est un patineur de vitesse sur piste courte néerlandais.

## Biographie
Aux épreuves de patinage de vitesse sur piste courte aux Jeux olympiques de 1988, il remporte le relais avec l'équipe néerlandaise composée de Peter van der Velde, Jaco Mos et Richard Suyten.